# Élections législatives de 1951 dans le Gard
Les élections législatives françaises de 1951 dans le Gard se tiennent le 17 juin. Ce sont les deuxièmes élections législatives de la Quatrième République.

## Mode de scrutin
Représentation proportionnelle plurinominale suivant la méthode du plus fort reste dans 103 circonscriptions, conformément à la loi des apparentements : les listes qui se sont « apparentées » avant l'élection remportent tous les sièges de la circonscription si leurs voix ajoutées obtiennent la majorité absolue des suffrages exprimés. Il y a 629 sièges à pourvoir.
Le vote préférentiel est admis. 
Dans le département de le Gard, cinq députés sont à élire.

## Candidats

### Liste d'Union républicaine et résistante et antifasciste (Parti communiste français)
| N° | Candidats | Candidats        | Parti | Principales fonctions                                                                                   |
| -- | --------- | ---------------- | ----- | --- |
| 01 |           | Gabriel Roucaute | PCF   | Ouvrier métallurgiste, député sortant, conseiller général du canton de La Grand-Combe, ancien résistant |
| 02 |           | Gilberte Roca    | PCF   | Député sortant, employée de bureau, ancienne résistante, Nîmes                                          |
| 03 |           | Léon Vergnole    | PCF   | Ouvrier métallurgiste, ancien maire de Nîmes, ancien conseiller de la République, ancien résistant      |
| 04 |           | Auguste Ratier   | PCF   | Propriétaire-cultivateur à Bragassargues                                                                |
| 05 |           | Pierre Floutier  | PCF   | Ouvrier agricole à Flaux, responsable de la Résistance de la région d'Uzès                              |

### Liste de la section française de l'Internationale ouvrière
| N° | Candidats | Candidats      | Parti | Principales fonctions                                                                               |
| -- | --------- | -------------- | ----- | --------------------------------------------------------------------------------------------------- |
| 01 |           | Paul Béchard   | SFIO  | Ingénieur électricien, ancien ministre, ancien commissaire en AOF, conseiller général, maire d'Alès |
| 02 |           | Robert Gourdon | SFIO  | Directeur administratif, maire de Vauvert, député sortant                                           |
| 03 |           | André Granier  | SFIO  | Paysan exploitant, maire de Roquemaure                                                              |
| 04 |           | Pierre Olivier | SFIO  | Ingénieur des travaux publics, maire de Génolhac                                                    |
| 05 |           | Michel Boyer   | SFIO  | Ancien déporté du travail                                                                           |

### Liste d'action sociale, familiale et paysanne, présentée par le Mouvement républicain populaire, le Centre des républicains indépendants et paysans et le Groupement national des républicains démocrates
| N° | Candidats | Candidats        | Parti | Principales fonctions                                                                |
| -- | --------- | ---------------- | ----- | ------------------------------------------------------------------------------------ |
| 01 |           | Édouard Thibault | MRP   | Député sortant, directeur de journal                                                 |
| 02 |           | Louis de Saporta | CNIP  | Conseiller général du canton du Vigan, maire de Montdardier, ingénieur agricole      |
| 03 |           | Georges Évesque  | MRP   | Président de la Mutualité agricole du Gard, agriculteur à Saint-Martin-de-Valgalgues |
| 04 |           | M. Clavel        | MRP   | Professeur de l'enseignement libre, adjoint au maire d'Alès                          |
| 05 |           | Fernand Jarrié   | MRP   | Ancien conseiller de la République, boulanger, Bagnols-sur-Cèze                      |

### Liste du Rassemblement du peuple français
| N° | Candidats | Candidats         | Parti | Principales fonctions                                   |
| -- | --------- | ----------------- | ----- | ------------------------------------------------------- |
| 01 |           | Pierre Gamel      | RPF   | Commerçant, conseiller municipal de Nîmes               |
| 02 |           | Antonin Martin    | RPF   | Docteur en médecine, Les Salles-du-Gardon               |
| 03 |           | Gustave Rambaud   | RPF   | Retraité, conseiller général, adjoint au maire de Nîmes |
| 04 |           | Louis Auzière     | RPF   | Viticulteur                                             |
| 05 |           | Maurice Bordarier | RPF   | Avocat                                                  |

### Liste du Parti radical-socialiste
| N° | Candidats | Candidats         | Parti   | Principales fonctions                                                     |
| -- | --------- | ----------------- | ------- | ------------------------------------------------------------------------- |
| 01 |           | Georges Taillefer | Radical | Agriculteur à Saint-Gervasy, conseiller général du canton de Marguerittes |
| 02 |           | Pierre Gros       | Radical | Professeur honoraire, conseiller municipal de Nîmes                       |
| 03 |           | Paul Privat       | Radical | Agriculteur, adjoint au maire de Saint-Maurice-de-Cazevieille             |
| 04 |           | Honoré Durand     | Radical | Agriculteur                                                               |
| 05 |           | Raphaël Simon     | Radical | Agriculteur, maire de Pouzilhac                                           |

### Liste du Rassemblement des groupes républicains et indépendants français
| N° | Candidats | Candidats     | Parti | Principales fonctions                                          |
| -- | --------- | ------------- | ----- | -------------------------------------------------------------- |
| 01 |           | René Rascalon | RGRIF | Artisan plombier, ancien chef du Maquis Aigoual-Cévennes, Alès |
| 02 |           | Raoul Martin  | RGRIF | Comptable                                                      |
| 03 |           | Alban Bernat  | RGRIF | Chef de brigade d'ouvriers au dépôt SNCF                       |
| 04 |           | Émile Montjol | RGRIF | Artisan                                                        |
| 05 |           | Adrien Angles | RGRIF | Professeur                                                     |

### Liste de l'Union démocratique et socialiste de la résistance
| N° | Candidats | Candidats         | Parti | Principales fonctions                           |
| -- | --------- | ----------------- | ----- | ----------------------------------------------- |
| 01 |           | Pierre Roustan    | UDSR  | Ancien diplomate                                |
| 02 |           | Jean Labat        | UDSR  | Avocat à la Cour d'Appel de Nîmes               |
| 03 |           | Fernande Rouveret | UDSR  | Directrice d'école publique à Pont-Saint-Esprit |
| 04 |           | Virgile Laurent   | UDSR  | Ingénieur agricole                              |
| 05 |           | Joseph Bastid     | UDSR  | Artisan                                         |

## Élus
| Député sortant     | Parti | Parti | Député élu ou réélu | Parti | Parti |
| ------------------ | ----- | ----- | ------------------- | ----- | ----- |
| Gabriel Roucaute   |       | PCF   | Gabriel Roucaute    |       | PCF   |
| Gilberte Roca      |       | PCF   | Gilberte Roca       |       | PCF   |
| Robert Gourdon     |       | SFIO  | Robert Gourdon      |       | SFIO  |
| Édouard Thibault   |       | MRP   | Édouard Thibault    |       | MRP   |
| Henriette Bosquier |       | MRP   | Paul Béchard        |       | SFIO  |

## Résultats

### Résultats à l'échelle du département
- Les listes de la SFIO, du MRP, Rad soc, du RGRIF et de l'UDSR se sont apparentées.
- Leurs voix cumulées représentant moins de 50% des exprimés, les sièges sont répartis à la proportionnelle entre tous les partis.
- Le score de l'apparentement est considéré comme celui d'une liste pour la répartition générale, ensuite la répartition interne des sièges entre apparentées se fait également à la proportionnelle.

| Parti    | Parti                                                             | Tête de liste     | Résultats | Résultats | Sièges |  |
| Parti    | Parti                                                             | Tête de liste     | Voix      | %         |        |  |
| -------- | ----------------------------------------------------------------- | ----------------- | --------- | --------- | ------ |  |
|          | Parti communiste français                                         | Gabriel Roucaute  | 67 797    | 37,75     | 2      |  |
|          | Section française de l'Internationale ouvrière *                  | Paul Béchard      | 36 088    | 20,09     | 2      |  |
|          | Mouvement républicain populaire *                                 | Édouard Thibault  | 32 326    | 18,00     | 1      |  |
|          | Rassemblement du peuple français                                  | Pierre Gamel      | 26 673    | 14,85     | 0      |  |
|          | Parti républicain, radical et radical-socialiste *                | Georges Taillefer | 11 631    | 6,48      | 0      |  |
|          | Rassemblement des groupes républicains et indépendants français * | René Rascalon     | 2 443     | 1,36      | 0      |  |
|          | Union démocratique et socialiste de la Résistance *               | Pierre Roustan    | 1 857     | 1,03      | 0      |  |
|          |                                                                   |                   |           |           |        |  |
| Inscrits | Inscrits                                                          | Inscrits          | 229 569   | 100,00    | 5      |  |
| Votants  | Votants                                                           | Votants           | 184 379   | 80,32     |        |  |
| Exprimés | Exprimés                                                          | Exprimés          | 179 619   | 97,42     |        |  |